# Bogda Feng
El pic Bogda o Bogda Feng (en xinès: 格达峰|t=博格達峰 Bógédá fẽng, o també dit Mont Bogda) és la muntanya més alta de la serralada Bogda Shan de l'est de les muntanyes Tien Shan a Xinjiang (Xina), de 5.445 metres d'alt. Té una prominència de 4.122 metres.
El pic Bogda és difícil d'escalar pel seu relleu. Té pendents entre 70° i 80°. Va ser escalat per primera vegada l'any 1981 per part d'un equip d'11 persones de Kyoto, Japó.